# Тарасова, Юлия Александровна
Юлия Александровна Тарасова (род. 13 марта 1986 года) — легкоатлетка Узбекистана, специализирующаяся в многоборье. Заслуженный мастер спорта Республики Узбекистан.

## Карьера
Победитель Континентального кубка IAAF 2010 года.
Чемпионка Азии 2009 года в семиборье.
Участница трёх Олимпиад (2008, 2012 и 2016).
Рекордсменка Узбекистана в прыжках в длину — 6.81 м.

## Результаты
| Год                     | Соревнование                 | Место проведения        | Место                   | Дисциплина              | Результат               |
| Представляет Узбекистан | Представляет Узбекистан      | Представляет Узбекистан | Представляет Узбекистан | Представляет Узбекистан | Представляет Узбекистан |
| ----------------------- | ---------------------------- | ----------------------- | ----------------------- | ----------------------- | ----------------------- |
| 2003                    | Юношеский чемпионат мира     | Шербрук                 | 7                       | Семиборье               | 5129 очков              |
| 2003                    | Чемпионат Азии               | Манила                  | 9                       | Семиборье               | 4768 очков              |
| 2003                    | Афро-Азиатские игры          | Хайдарабад              | 6                       | Семиборье               | 4351 очков              |
| 2004                    | Чемпионат Азии среди юниоров | Ипох                    | 1                       | Семиборье               | 5060 очков              |
| 2004                    | Чемпионат мира среди юниоров | Гроссето                | 14                      | Семиборье               | 5019 очков              |
| 2005                    | Исламские игры               | Тегеран                 | 2                       | 60 м                    |                         |
| 2005                    | Исламские игры               | Тегеран                 | 3                       | прыжок в длину          |                         |
| 2006                    | Чемпионат Азии в помещении   | Паттайя                 | 5                       | Пятиборье               | 4004 очка               |
| 2008                    | Олимпийские игры             | Пекин                   | 26                      | Семиборье               | 5785 очков              |
| 2009                    | Чемпионат мира               | Берлин                  | 21                      | Семиборье               | 5658 очков              |
| 2009                    | Азиатские игры в помещении   | Ханой                   | 2                       | Прыжок в длину          | 6.45 м                  |
| 2009                    | Чемпионат Азии               | Гуанчжоу                | 1                       | Семиборье               | 5840 очков              |
| 2010                    | Чемпионат мира в помещении   | Доха                    | 7                       | Прыжок в длину          | 6.54 м                  |
| 2010                    | Азиатские игры               | Гуанчжоу                | 3                       | Прыжок в длину          | 6.49 м                  |
| 2010                    | Азиатские игры               | Гуанчжоу                | 1                       | Семиборье               | 5783 очка               |
| 2010                    | Континентальный кубок        | Сплит                   | 1                       | Прыжок в длину          | 6.70 м                  |
| 2011                    | Чемпионат Азии               | Кобе                    | 4                       | Прыжок в длину          | 6.37 м                  |
| 2011                    | Чемпионат мира               | Тэгу                    | 25                      | Прыжок в длину          | 6.26 м                  |
| 2012                    | Чемпионат мира в помещении   | Стамбул                 | 14                      | Прыжок в длину          | 6.37 м                  |
| 2012                    | Олимпийские игры             | Лондон                  | -                       | Прыжок в длину          | NM                      |
| 2013                    | Универсиада                  | Москва                  | 12                      | Прыжок в длину          | 6.04 м                  |
| 2014                    | Чемпионат Азии в помещении   | Ханчжоу                 | 2                       | Пятиборье               | 3985 очков              |
| 2014                    | Азиатские игры               | Инчхон                  | 3                       | Семиборье               | 5482 очка               |